# Michael Deni
Michael Deni ist ein US-amerikanischer Schauspieler, Musicaldarsteller und Filmproduzent.

## Leben
Deni stammt ursprünglich aus Colorado, wo er mit einer Schwester aufwuchs. Ab seiner Zeit an der High School folgten erste Rollen in Theaterstücken. Er hatte Engagements im Musiktheater in Colorado und weiteren Theatern in Colorado. Nach seiner Schulzeit studierte er Musiktheater an der University of California, Los Angeles.
2017 hatte er sein Fernsehschauspieldebüt in einer Episode der Fernsehdokuserie Murder Among Friends. Danach war er überwiegend in Kurzfilmproduktionen als Schauspieler involviert. 2021 spielte er die Rolle des Park Ranger Orson in zwei Episoden der Fernsehserie Blippi. Dieselbe Rolle stellte er im Miniserien-Spinn-Off T-Rex Ranch in 21 Episoden dar, das unter anderen auf Netflix ausgestrahlt wurde. 2022 verkörperte er im Science-Fiction-Mockbuster Shark Side of the Moon von The Asylum die größere Rolle des Astronauten Owen Watson.
Seit 2018 tritt er als Kurzfilmproduzent in Erscheinung.

## Filmografie (Auswahl)

### Schauspiel
- 2017: Murder Among Friends (Fernsehdokuserie, Episode 2x10)
- 2018: Glory Days: The Musical (Kurzfilm)
- 2018: Ricochet (Kurzfilm)
- 2018: Swiped: A Modern Love Story (Kurzfilm)
- 2018: Angels on Tap
- 2018: At The Fence (Kurzfilm)
- 2018: Broken Visions (Fernsehdokuserie, Episode 1x01)
- 2018: Student Debt: A Rock Tragedy (Kurzfilm)
- 2018: Crazy Love (Fernsehdokuserie, Episode 1x06)
- 2018–2020: Betrayed (Fernsehserie, 2 Episoden)
- 2019: These Birds Don't Fly South in the Winter
- 2019: Ballad of the Nice Guy (Kurzfilm)
- 2020: Crystal Clear: A Realistic Graduation (Kurzfilm)
- 2020: The Gay Mafia: A Musical (Kurzfilm)
- 2020: Show Me Yours (Kurzfilm)
- 2020: Five Finger Death Punch: Living the Dream (Kurzfilm)
- 2020: Beaus of Holly (Fernsehfilm)
- 2021: Blippi (Fernsehserie, 2 Episoden)
- 2021: T-Rex Ranch (Miniserie, 21 Episoden)
- 2022: Direct Son
- 2022: Tankhouse
- 2022: Shark Side of the Moon
- 2022: Haze Grey (Kurzfilm)
- 2022: Night-Blooming Cereus (Kurzfilm)
- 2023: Summer of Violence
- 2023: Deadly DILF

### Produktion
- 2018: Swiped: A Modern Love Story (Kurzfilm)
- 2018: Student Debt: A Rock Tragedy (Kurzfilm)
- 2019: Ballad of the Nice Guy (Kurzfilm)
- 2020: Crystal Clear: A Realistic Graduation (Kurzfilm)

## Theater (Auswahl)
- Beauty and the Beast, Moonlight Amphitheater,
- South Pacific, Merry-Go-Round Playhouse
- Mama Mia at the Hollywood Bowl, Hollywood Bowl
- Ragtime, Pasadena Playhouse
- UMPO Bridesmaids the Musical, The Rockwell
- Mutt House, Kirk Douglas Theater
- A Funny Thing..., West Virginia Public Theater
- Carousel, UCLA Department of Theater
- Joseph... Dreamcoat, Candlelight Dinner Theater
- Bye, Bye, Birdie, Candlelight Dinner Theater
- Godspell, JL Parsons Theater
- Hairspray, Aurora Fox Theater
- Into the Woods, Jester's Dinner Theater
- Pippin, Mizel Arts and Cultural Center
- My Fair Lady, Colfax Event Center
- Totally Electric!, Aurora Fox Arts Center